# César Bono
César Queijeiro Bono (Ciudad de México, 19 de octubre de 1950) es un actor, comediante y actor de doblaje mexicano. Es conocido por interpretar a Frankie Rivers, en la serie Vecinos (2005), a César Ramírez, en Mi secretaria (1978), y por doblar al español latino a Mate, en la franquicia de películas Cars.

## Biografía y carrera
Su principal reconocimiento popular se debe su actuación en las series de TV Mi Secretaria, Hospital de la risa, Hogar Dulce Hogar, La Jaula, entre otros. Actualmente, está al aire con una novela en USA “Betty en NY” así como en la X temporada de la serie “Vecinos”. Telenovelas como “Un Original y 20 Copias”, por la que fue galardonado como Revelación en 1977, “Ni Contigo Ni Sin Ti”, "Cachito de Cielo", “El Bienamado".
Su participación en los filmes de comedias producidos por Alejandro Soberón Kuri y Frontera Films, donde interpreta a personajes comunes con lenguaje picaresco junto a  actores como Alfonso Zayas y Maribel Fernández "La Pelangocha", al igual que con actrices y modelos como Diana Ferreti, Yirah Aparicio etc. Sin embargo, ha participado en más de 100 obras de teatro, entre las que destacan El Tenorio Cómico, “Nunca en Domingo”, “Yo Amo a mi Mujer”, “La Libélula”, “La Fierecilla Domada” en la Compañía Nacional de Teatro. Sin embargo su consagración llegó de la mano de “Defendiendo al Cavernícola”, de Rob Becker, monólogo que interpretó durante 11 años ininterrumpidos y que mantuvo en cartelera desde el 11 de octubre del 2001  hasta el 7 de octubre del 2012, con el que ha roto récord de permanencia en un monólogo en México.
Está casado con la actriz Patricia Castro desde 1988. Tiene 4 hijos.

## Filmografía

### Cine
- V de Víctor (2024)
- Mirreyes contra Godínez 2: El retiro (2022) Vicente
- Mirreyes vs Godínez  (2019) Vicente
- Los Pajarracos (2006) El Champion
- Entre melón y me lames (2006)
- El dormilón (2000)
- El tesoro del Pilar (2000)
- Los Verduleros atacan de nuevo (1999)
- El regreso de la suburban dorada (1998)
- Juan Camaney en Acapulco (1998)
- Entre dos fuegos (1998)
- Un pájaro escondido (1997)
- El tratado me vale... Wilson (1995)
- La ley del cholo (1995)
- Tres cornudos apaleados (1995)
- Todo de todo (1994)
- La Negra Tomasa (1993)
- El Gandalla (1992)
- Los Verduleros 3 (1992)
- Curado de espantos (1992) Jacinto, el grande
- Dos locos en aprietos (1991)
- Pelo gallo (1990)
- Para todas tengo (1990)
- Pandilleros asesinos (1990)
- Keiko en peligro (1990)
- La Taquera picante (1990)
- La Corneta de mi General (1989)
- El rey de los taxistas (1989)
- Narcosatánicos asesinos (1989)
- Tenorio profesional (1989)
- La Venganza de Don Herculano (1989)
- 3 lancheros muy picudos (1989) .... "Armando"
- Las calenturas de Juan Camaney (1988)
- La lechería de Zacarias (1986)
- Más vale pájaro en mano (1985)
- D.F./Distrito Federal (1981)
- Fe, esperanza y caridad (1974) .... En el segmento de 'Esperanza' (Espectador)

### Doblaje
- Cars 3 (2017) voz de Mate
- Cars 2 (2011) voz de Mate

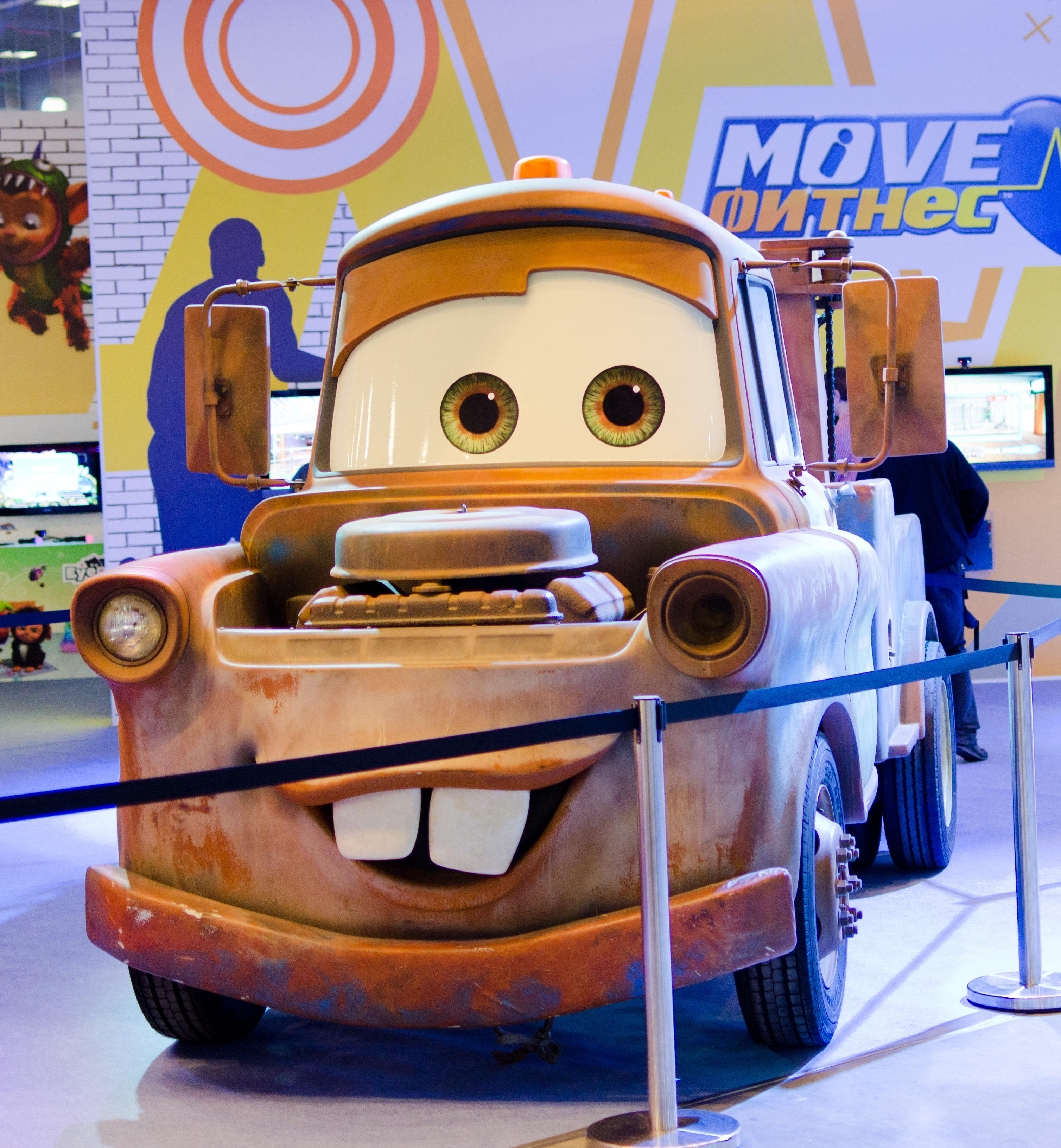
Mate, personaje animado de la franquicia Cars, al que Bono le dio voz como parte del doblaje mexicano.

- Rush: A Disney–Pixar Adventure (videojuego; 2012) voz de Mate
- Cars Toons (2008-2012) voz de Mate
- Mate y la luz fantasma (2006) voz de Mate
- Cars (2006) voz de Mate

### Televisión
- Cecilia (2021) como Don Jaime[3]
- Súper X (2017-2018) Como Ismael Masa
- Nosotros los guapos (2017) Como entrenador
- Parodiando (2015) Como juez.
- La Oreja. Como Valente (2 episodios, 2002-2009)

- El final (2009) Como "Valente".
- Episodio #1.1 (2002) como "Valente".

- VidaTv (3 episodios)

- Episodio #1.1 (30 de abril de 2001). Como "César".
- Episodio #1.150 (28 de abril de 2002). Como "César".
- Episodio #1.300 (30 de abril de 2003). Como "César".

- Vecinos (2005-presente) Como "Frankie Rivers" o "Francisco Ríos"
- Todo incluido (2013) Como "Don Chava".
- La Familia P.Luche (2007). Como "Don Nicodemus" y "Frankie Rivers".
- Hospital El Paisa (2004) "Ladrón que roba a Gaston" (2004) y "Hoy presentamos...".
- La Jaula (2003-2004). Como "Manolo".
- Diseñador ambos sexos (2001). Como "Valente Fernández de la Garza".
- ¿Qué nos pasa? (1998-1999). Varios Personajes.
- La Güereja y Algo Más (1998-1999). Varios Personajes.
- Todo de todo (1992-1994). Varios Personajes
- Hospital De La Risa (1986-1988). Como El Doctor Jorge Lascuráin.
- Hogar Dulce Hogar (1982-1984). Como César.
- Disco Jackson (1984) Conductor.
- El Chapulín Colorado (1979). Como el secretario de Topo Gigio
- Mi secretaria (1978-1982). Como César Ramírez.
- La Familia Burrón (1978) Como Reginito Burrón.
- Topo Gigio (1974). Como César Bono.
- Historias engarzadas'.
- Salvador Pineda (23 de julio de 2005)
- Big Brother VIP: México (1 episodio)

- El circo y la aparición (2 de junio de 2004)

- El Chapulín Colorado (1979) Con Topo Gigio

### Telenovelas
- Betty en NY (2019): Demetrio Rincón
- 3 familias (2018): Sigmud Basañes
- El bienamado (2017): Padre Dimas.
- Despertar contigo (2016/17): Tito
- Muchacha italiana viene a casarse (2014/15): Reynaldo Segura.
- Cachito de cielo (2012): Lucas
- Ni contigo ni sin ti (2011): Gelasio Lorenti
- Destilando amor (2007) - Él Mismo
- Rebelde (2 episodios):

- Rebelde (4 de octubre de 2004). Como "Atilio".
- Rebelde (24 de abril de 2006). Como "Atilio".

- Mujer, casos de la vida real

- El centro comercial: Extorsión (2006)
- El centro comercial: Verdades al descubierto (2006)
- El centro comercial: Decisión desesperada (2006)
- El centro comercial: Horas de angustia (2006)
- El centro comercial: Sin salida (2006)

- Amy, la niña de la mochila azul
- Carita de ángel (2 episodios)

- Carita de ángel (2000). Como '"Toribio"

- Tú y yo (1996/97): "Ciriaco El Toques"
- Un original y veinte copias (1978): Totopos
- La tierra (1974-1975)

## Premios y nominaciones
| Año  | Categoría             | Nominado por                      | Resultado |
| ---- | --------------------- | --------------------------------- | --------- |
| 2016 | Mejor Primer Actor    | Muchacha Italiana Viene A Casarse | Nominado  |
| 2013 | Mejor Actor Coestelar | Cachito De Cielo                  | Ganador   |